# Pluduno
Pluduno (bret. Pludunoù) – miejscowość i gmina we Francji, w regionie Bretania, w departamencie Côtes-d’Armor.
Według danych na rok 1990 gminę zamieszkiwały 1692 osoby, a gęstość zaludnienia wynosiła 60 osób/km² (wśród 1269 gmin Bretanii Pluduno plasuje się na 375. miejscu pod względem liczby ludności, natomiast pod względem powierzchni na miejscu 309.).